# Schaichismus
Der Schaichismus oder Scheichismus (arabisch الشيخية asch-schaichiyya, DMG aš-šaiḫīya, Bahai-Transkription Shaykhismus) ist die jüngste der drei Schulen des zwölfer-schiitischen Islams. Sie wurde im frühen 19. Jahrhundert von Scheich Ahmad al-Ahsā'ī begründet. Auch wenn sie eine breite und einflussreiche Anhängerschaft anziehen konnte, blieb ihre Lehre immer kontrovers.
In der Mitte des 19. Jahrhunderts akzeptierte ein erheblicher Teil seiner Anhängerschaft die Ansprüche des Bāb und bildeten so den Kern der neuen Bewegung des Babismus. Jene Schaichi, die den Babismus nicht annahmen, folgten in der Mehrzahl Karīm Khān Kirmānī, welcher die Mehrzahl der kontroversen Lehren des Schaichismus abschwächte und sie dem Uṣūlismus (der verbreitetsten Schule) anglich. Heute gibt es noch Schaichi-Minderheiten von rund 200.000 im Iran und rund 300.000 im Irak und der restlichen Golfregion.

## Lehren
Um Wissen über etwas zu haben, muss es eine gewisse Ähnlichkeit zwischen dem Wissenden und dem Gewussten geben. Da es jedoch keine Ähnlichkeit zwischen Gott und dem Menschen gibt, kann der Mensch nie das Wesen Gottes erkennen. Jede Kenntnis, die ein Mensch über Gott hat, ist nur das Produkt seiner Einbildung. Von Gott kommt dessen Wille, der die gesamte Schöpfung bedingt. Dieses Gottesbild lehnt das sufistische Konzept der existenziellen Einheit und mystischen Vereinigung mit Gott ab.
Gott selbst hat zwei Arten von Wissen: Eine wesentliche, die von seinem Wesen nicht trennbar ist und eine erschaffene, die Realität wird, wenn Gott innerhalb der Schöpfung agiert. Dieses Prinzip lässt sich auch auf alle anderen Attribute Gottes anwenden. Diese Auffassung steht im Konflikt zu den gängigen Vorstellungen der Imamiten, lässt sich jedoch mit der mittelalterlichen Scholastik in Verbindung bringen. Hierbei wird zwischen essenziellen und akzidenziellen Attributen Gottes unterschieden. Essenzielle, "wesentliche" Attribute stehen in engem Zusammenhang mit der Essenz, wie zum Beispiel die Existenz des Lebens. Akzidenzielle Attribute, wie zum Beispiel Zorn oder Gnade, sind von der Essenz unabhängig, und ihre Änderung wirkt sich nicht auf die Essenz aus.
Die Propheten stehen als Vermittler zwischen den Menschen und Gott. Weder sind die Propheten mit Gott noch mit den Menschen identisch. Die Propheten sind nicht nur normale Menschen, die Gott ausgewählt hat, um seine Offenbarung zu empfangen, sondern sie sind mit einzigartigen Fähigkeiten ausgestattet, die selbst über den Möglichkeiten des perfekten Menschen liegen würden. Dies richtet sich gegen die sufistische Idee, dass ein Mensch durch spirituelle Selbstreinigung die Stufe eines Propheten erreichen könne.
Die erste Schöpfung, die Gott vornahm, war die Erschaffung des Lichtes Mohammeds. Aus diesem Licht entstanden wiederum die zwölf Imame. Aus dem Licht der Imame entstanden wiederum die Gläubigen und so weiter. So sind die Imame ein Instrument der Schöpfung, sie bedingen diese sogar, da Gott die Welt um ihretwillen erschaffen hat. Sie sind Vermittler durch die der Mensch eine gewisse Vorstellung von Gott erreichen kann und durch sie erreicht Gottes Großzügigkeit die Menschen.
Zwischen der materiellen und der geistigen Welt existiert eine vermittelnde Zwischenwelt, das „Hūrqalyā“, die Welt der archetypischen Bildnisse. In der orthodoxen islamischen Eschatologie kommt die Vorstellung vom Fegefeuer („Barzach“) am nächsten an diese Lehre. In der materiellen Welt entspricht der menschliche Körper der Hūrqalyā. Der lebende, aber verborgene, zwölfte Imam (Muhammad al-Mahdī), die Städte Jābulsā und Jābulqā, wo sein Aufenthaltsort vermutet wird, und viele Andere eschatologische Vorstellungen existieren in Hūrqalyā. Gerade diese Vorstellung brachte Scheich Ahmad in Konflikt mit der gesamten islamischen Orthodoxie, für ihn war sie jedoch seine hauptsächliche Unternehmung den Islam, besonders dessen eschatologischen Vorstellungen, mit der Rationalität in Einklang zu bringen.
Nach dieser Lehre bedeutet die Verborgenheit des zwölften Imam nicht, dass dieser sich irgendwo in der materiellen Welt versteckt, so dass kein physischer Kontakt mehr zu ihm möglich wäre. Sehr wohl existiert er nämlich in Hūrqalyā, und für jene, die ihn ernsthaft in dieser Welt versuchen zu erreichen, erfüllt er die Funktion eines schiitischen Imams weiterhin. Besonders betont wird hierbei die Einweihung der Sucher in die göttlichen Mysterien.
Auch bezüglich der Auferstehung am jüngsten Tag spielt Hūrqalyā eine wichtige Rolle. Nicht der materielle Körper ersteht auf, sondern seine Entsprechung in Hūrqalyā, der „feine Körper“. Auch Himmel (Dschanna) und Hölle (Dschahannam) sind das Ergebnis menschlicher Handlungen, die entsprechende Umstände für diesen Mensch für sein persönliches Dasein in Hūrqalyā schaffen.
Die Himmelfahrt Mohammeds wird nicht als Reise des physischen Körpers, sondern als eine des feinen Körpers in Hūrqalyā aufgefasst.
Als vier Grundprinzipien des Glaubens (Ūṣūl ad-Dīn) werden verstanden:
1. Einheit (Tauhīd) und Gerechtigkeit (‘Adl) Gottes (Allāh)
2. Prophetenschaft (Nabuwwa) und Auferstehung (Ma’ād) am Tag des Gerichtes
3. Führung des Imamats (Imāma)
4. Präsenz eines „perfekten Schiiten“ (ash-Shī’ī al-Kāmil oder ar-Rukn ar-Rābi’ oder Rukn-i Rābi’), der als Vermittler zwischen dem verborgenen Imam in Hūrqalyā und der physischen Welt fungiert. Dieser perfekte Schiit ist der Anführer der Shaykhī und ihrer hierarchischen Struktur. (Daher galten den frühen Shaykhī erst Scheich Ahmad und dann Sayyid Kāzim als Führer und Tor (Bāb) zum verborgenen Imam.)

Dies ist abweichend von den Grundprinzipien der orthodoxen Imamiten. Diese kennen fünf Grundprinzipien des Glaubens, wobei die Einheit und Gerechtigkeit Gottes und die Prophetenschaft und Auferstehung als einzelne Prinzipien verstanden werden und die Präsenz des perfekten Schiiten unbekannt ist.

## Führungspersönlichkeiten

### Scheich Ahmad al-Ahsa’i
Scheich Ahmad al-Ahsa’i begann im Alter von etwa 40 Jahren mit seinem Studium in den schiitischen Zentren Nadschaf und Kerbela. Er erreichte ausreichende Anerkennung in diesen Kreisen und wurde zum Mudschtahid erklärt, einem Ausleger des islamischen Rechts. Er konnte sich bei Diskussionen mit Sufis und neuplatonischen Wissenschaftlern behaupten und erlangte ihre Anerkennung. Er erklärte, dass dies Wissenschaften im Rahmen des Koran seien und dass der Koran das gesamte Wissen der Menschheit enthalte. Zu diesem Zweck entwickelte er ein System zur Auslegung des Koran und versuchte sich zu damals aktuellen wissenschaftlichen Themen der muslimischen Welt zu informieren. Seine Ansichten wurden von einigen Klerikern, mit denen er vor seiner Reise nach Yazd debattierte, geschätzt. Während seines Aufenthaltes in Yazd verfasste er einen Großteil seiner Bücher und Briefe. Scheich Ahmad al-Ahsa’i verließ den Scheikhismus nur zwei Jahre vor seinem Tod, dennoch war seine Führung bei seinen Anhängern bis zu seinem Tod unumstritten. Zu seinem Nachfolger wählte er Sayyid Kāzim Raschti.

### Sayyid Kāzim Raschti
Sayyid Kāzim Raschti sagte, er lebe nicht, um den verheißenen Mahdi selbst zu finden. Stattdessen beauftragte er die Scheikhi, den Mahdi zu finden, welcher nach ihrem Glauben damals wiedergekommen sei.
Viele Scheikhi sahen in Mullah Husayn den erwarteten Mahdi, der sie jedoch zurückwies und ihnen befahl, weiterhin nach dem Mahdi zu suchen. Dennoch verbreiteten viele Scheiki die Nachricht, dass Mullah Husayn der wiedergekommene Mahdi sei. 1844 spaltete sich schließlich der Scheikhismus in zwei Lager. Ein Teil suchte weiterhin nach dem Mahdi und der andere sah weiterhin in Mullah Husayn den Mahdi.

### Mullah Husayn und Sayyid Ali-Muhammad
Am 23. Mai 1844 traf Mullah Husayn während seiner Suche nach dem Mahdi in Schiras auf Sayyid Ali Muhammad. Sayyid Ali Muhammad nahm am gleichen Tag den Titel des „Bab“ an und erhob den Anspruch, der verheißene Mahdi zu sein. Mullah Husayn und viele Schaichi-Anhänger akzeptierten diesen Anspruch und wurden die ersten Anhänger des Bab (siehe Buchstaben des Lebendigen). Der Bab wurde jedoch unter dem Vorwurf der Apostasie und Häresie verhaftet und am 9. Juli 1850 öffentlich hingerichtet. Daraufhin wandten sich die meisten Babis Bahāʾullāh zu, welcher erklärte, der vom Bab angekündigte Offenbarer Gottes zu sein. Seitdem betrachten die Bahai den Scheikhismus als Vorläufer ihrer eigenen religiösen Traditionen.

### Karim Khan
Hāddsch Karim Khan Kirmani ernannte sich zum Führer der Scheikhi, die sich nicht dem Bab anschlossen. Er kritisierte den Bab und richtete vier Briefe gegen dessen Anspruch. Bahāʾullāh bezeichnete Karim Khan wiederum als „Narr wider besseres Wissen“. Karim negierte einige der radikaleren Lehren von Ahmad al-Ahsa’i und Kazim-i-Rashti und versuchte, den Scheikhismus wieder zur ursprünglichen Lehre zurückzuführen.